# Batista Tagme Na Wai
Batista Tagme Na Waie o Batista Tagme Na Wai (n. en 1949 en Catió, Guinea Portuguesa, m. el 1 de marzo de 2009, en Bisáu, Guinea-Bisáu.) fue un general del Ejército de Guinea-Bisáu, veterano de la independencia del país en 1975.

## Biografía
Na Waie nació en Catió. Miembro del grupo étnico balanta, Na Waie participó en la junta que derrocó a João Bernardo Vieira en la década de 1990 y en la guerra de independencia de Guinea-Bisáu. Había sido nombrado jefe de gabinete como resultado del asesinato en octubre de 2004 de su predecesor, Verissimo Correia Seabra. IRIN lo ha descrito como una "figura de consenso presentada por el establishment militar que el gobierno se sintió obligado a aceptar".

### Tensión política
Un "acérrimo rival" de Vieira, tanto antes de la junta (tras haber sobrevivido a las purgas del ejército de Guinea-Bissau por parte de Vieira en la década de 1980) como después del regreso de Vieira al poder, Na Waie relató haber sobrevivido a un intento de asesinato en enero de 2009, cuando una milicia asignada al palacio presidencial abrió fuego contra su auto personal; por su parte, la milicia negó que se tratara de un intento de asesinato, dicha milicia fue disuelta.

### Asesinato
El 1 de marzo de 2009, Na Waie fue asesinado por una explosión en el cuartel general del ejército de Guinea-Bisáu. Mientras que los testigos informaron haber visto una granada propulsada por RPG, asistentes de Na Waie informaron que una bomba fue detonada debajo de una escalera cuando él se dirigía a su oficina.

### Consecuencias
En las primeras horas del día siguiente, el presidente Nino Vieira fue asesinado, aparentemente por tropas leales a Na Waie; un representante militar posteriormente negó las acusaciones de que la muerte de Vieira había sido una represalia. El portavoz del ejército Zamora Induta, sin embargo, dijo que Vieira había estado involucrado en el asesinato de Na Waie. Un oficial del ejército dijo el 5 de marzo que Na Waie había encontrado un alijo de cocaína que pesaba 200 kilogramos en un hangar del ejército aproximadamente una semana antes de que lo mataran. Su funeral se celebró en el Club Militar de Bissau el 8 de marzo. El 26 de marzo, se informó que tres oficiales superiores, el coronel Arsene Balde, el coronel Abdoulaye Ba y el general de brigada Melcias Fernandes, habían sido arrestados en los días anteriores por estar involucrados en la muerte de Na Waie.
El secretario general de la ONU, Ban Ki-moon condenó el doble asesinato y apeló a la calma en el país.